# Lloyd Hughes
Lloyd Hughes (21 de octubre de 1897 - 6 de junio de 1958) fue un actor cinematográfico estadounidense de la época del cine mudo.

## Biografía
Nacido en Bisbee, Arizona, Hughes se educó en la Los Angeles Polytechnic School. Desde muy temprano quiso dedicarse a la interpretación, y con su elegante aspecto y su habilidad consiguió pronto el reconocimiento del mundillo artístico. Su primer papel principal fue junto a Mary Pickford en Tess of the Storm Country (Tess en el país de las tempestades. Entre otros papeles importantes se incluyen Love Never Dies, con Madge Bellamy, y The Lost World (Mundo perdido), con Wallace Beery y Bessie Love. Hughes trabajó con Mary Astor en ocho ocasiones y fue el compañero de Colleen Moore en cinco de sus películas más taquilleras. Superó la transición al cine sonoro, y trabajó hasta finales de la década de 1930. De estos años destaca su actuación en The Sea Beast, una adaptación de Moby Dick de 1930, protagonizada por John Barrymore.
Hughes conoció a su futura esposa, Gloria Hope, en el plató de Tess of the Storm Country. La pareja tuvo dos hijos, un chico, Donald, y una chica, Isabel. Lloyd Hughes falleció en San Gabriel, California, en 1958.

## Filmografía
| - Old Wives for New (1918) - The Heart of Humanity (1918) - The Indestructible Wife (1919) - The Virtuous Thief (1919) - An Innocent Adventuress (1919) - The Haunted Bedroom (1919) - The Turn in the Road (La vuelta del camino) (1919) - Satan Junior (1919) - Homespun Folks (1920) - Below the Surface (1920) - The False Road (1920) - Dangerous Hours (1920) - Hail the Woman (1921) - Love Never Dies (1921) - Mother o' Mine (1921) - Beau Revel (1921) - Tess of the Storm Country (Tess en el país de las tempestades) (1922) - The Old Fool (1923) - Her Reputation (1923) - The Huntress (1923) - Children of the Dust (1923) - Are You a Failure? (1923) - Scars of Jealousy (1923) - The Dixie Handicap (1924) - In Every Woman's Life (1924) - Welcome Stranger (1924) - The Sea Hawk (1924) - The Whipping Boss (1924) - Untamed Youth (1924) - The Heritage of the Desert (1924) - The Judgment of the Storm (1924) - Scarlet Saint (1925) - The Half-Way Girl (1925) - The Desert Flower (1925) - Declassée (1925) - Sally (La danzarina rusa) (1925) - The Lost World (Mundo perdido) (1925) - If I Marry Again (1925) - Valencia (1926) - Ladies at Play (1926) - Forever After (1926) - Pals First (1926) - Ella Cinders (1926) - High Steppers (1926) - Irene (1926) - No Place to Go (1927) - American Beauty (1927) - The Stolen Bride (1927) | - Too Many Crooks (1927) - An Affair of the Follies (1927) - Heart to Heart (1928) - Three-Ring Marriage (1928 - Sailors' Wives (1928) - Acquitted (1929) - The Mysterious Island (1929) - Where East Is East (Oriente) (1929) - Extravagance (1930) - Big Boy (1930) - Sweethearts on Parade (1930) - Moby Dick (1930) - The Runaway Bride (1930) - Hello Sister (1930) - Love Comes Along (1930) - Air Eagles (1931) - The Deceiver (1931) - Ships of Hate (1931) - The Sky Raiders (1931) - Hell Bound (1931) - The Drums of Jeopardy (1931) - Heart Punch (1932) - The Miracle Man (1932) - A Private Scandal (1932) - The Man Who Reclaimed His Head (1934) - Midnight Phantom (1935) - Rip Roaring Riley (1935) - Harmony Lane (1935) - Skybound (1935) - Reckless Roads (1935) - Society Fever (1935) - Honeymoon Limited (1935) - Ticket or Leave It (1935) - Public Hero #1 (1935) - Social Error (1935) - A Man Betrayed (1936) - Kelly of the Secret Service (1936) - The Little Red Schoolhouse (1936) - A Face in the Fog (1936) - Night Cargo (1936) - Clipped Wings (1937) - Blake of Scotland Yard (1937) - Broken Melody (1937) - Lovers and Luggers (1937) - I Demand Payment (1938) - Numbered Woman (1938) - Romance of the Redwoods (1939) |